# 勇气号和机遇号探访过的火星表面特征列表
从2004年到2018年，火星探测漫游者任务成功登陆并运行了勇气号和机遇号火星漫游车。在勇气号6年和机遇号14年的运行中，二辆漫游车在火星表面总共行驶了52公里，分别探访了古瑟夫撞击坑和子午线高原着陆点的各种表面特征。

## 勇气号

### 山丘
- 阿波罗1号丘陵
  - 格里森山
- 哥伦比亚丘陵
  - 赫斯本德山
  - 麦考尔山

### 撞击坑
- 邦纳维尔撞击坑
- 古瑟夫撞击坑
- 锡拉陨击坑

### 岩石
- 阿迪朗达克岩石
- 本垒岩
- 汉弗莱
- 金壶岩

### 其它
- 赖里了望台
- 沉睡谷

## 机遇号

### 撞击坑
- 阿尔戈陨击坑
- 小猎犬陨击坑
- 博波卢陨击坑
- 康塞普西翁陨击坑
- 鹰撞击坑
- 艾玛迪安撞击坑
- 奋斗撞击坑
  - 苦难角
    - 马拉松谷

  - 约克角
    - 格里利港

  - 索兰德点
- 坚忍撞击坑
- 厄瑞玻斯撞击坑
- 弗拉姆撞击坑
- 博物学家陨击坑
- 涅柔斯陨击坑
- 圣玛利亚撞击坑
- 维多利亚撞击坑
  - 佛得角
- 沃斯托克陨击坑

### 岩石
- 布洛克岛陨石
- 弹跳岩
- 酋长岩
- 隔热罩岩
- 最后机会
- 麦基诺岛陨石
- 马蒂耶维奇山丘
- 红岛陨石
- 谢尔特岛陨石

## 另请查看
- 火星撞击坑
- 火星岩石列表